# Chalepoxenus
Chalepoxenus là một chi kiến thuộc họ Formicidae. Chi có các loài sau:
- Chalepoxenus brunneus
- Chalepoxenus kutteri
- Chalepoxenus muellerianus
- Chalepoxenus spinosus
- Chalepoxenus tarbinskii
- Chalepoxenus tauricus
- Chalepoxenus tramieri
- Chalepoxenus zabelini